# Rubén Ruiz Ibárruri
Rubén Ruiz Ibárruri (Muskiz, 9 gennaio 1920 – Stalingrado, 4 settembre 1942) è stato un militare spagnolo di origini basche, caduto combattendo nell'Armata Rossa durante la battaglia di Stalingrado.

## Biografia
Rubén Ruiz Ibárruri nacque nei Paesi Baschi nel 1920, figlio della futura leader del Partito Comunista di Spagna (PCE) Dolores Ibárruri e del minatore socialista - a sua volta tra i fondatori del PCE - Julián Ruiz. Nel 1935, dopo l'arresto della madre, si trasferì in Unione Sovietica iniziando a lavorare come apprendista in una fabbrica di automobili a Mosca.
Qui visse e fu educato nella famiglia dei bolscevichi Ol'ga e Pantelejmon Lepešinskij. Allo scoppio della Guerra civile spagnola, Ibárruri si arruolò nella Brigate internazionali, per fare ritorno in URSS dopo la fine del conflitto.

### Sul Fronte Orientale
Dopo l'invasione tedesca dell'Unione Sovietica, Ibárruri, col grado di tenente, fu al fronte fin dai primi giorni. La prima battaglia contro i nazisti si svolse nei pressi di Borisov. Qui, coprendo la ritirata del reggimento, Ibárruri e i suoi soldati tennero per sei ore il ponte sulla Beresina. Quando venne distrutta l'ultima mitragliatrice della divisione, Ibárruri si scagliò con i sopravvissuti, armati di granate, contro i carri tedeschi, rimanendo ferito. A seguito di questa battaglia fu decorato con l'Ordine della Bandiera rossa.
Nell'estate del 1942, al comando di una compagnia mitraglieri, dimostrò eccezionale coraggio. Il 23 agosto un raggruppamento di carri armati tedeschi si portò nella zona della stazione di Kotluban', minacciando di isolare Stalingrado dal grosso delle truppe sovietiche. Incontro al nemico fu inviata la 35ª Divisione fucilieri della Guardia. Poiché la maggior parte della divisione era ancora in marcia, furono fatti avanzare nella zona della stazione un battaglione di fanteria e la compagnia mitraglieri. Per circa un giorno il distaccamento fermò l'avanzata nemica. All'alba del 24 agosto le truppe tedesche attaccarono. Nel combattimento morì il comandante di battaglione, e Ibárruri prese il comando. All'inizio i nazisti furono fermati dalle raffiche delle mitragliatrici, poi Ibárruri incitò al contrattacco e si scagliò sui nemici. I Tedeschi lasciarono sul campo circa cento soldati e ufficiali morti, oltre a cannoni, mortai e altre armi. Ibárruri fu gravemente ferito: evacuato al di là del Volga, morì in ospedale il 4 settembre.
Il 22 agosto 1956 gli fu conferita con decreto del Praesidium del Soviet Supremo dell'URSS la Stella d'Oro di Eroe dell'Unione Sovietica. Nel 1972 gli fu dedicato l'asteroide 2423 Ibárruri.